# Whitcomb Judson

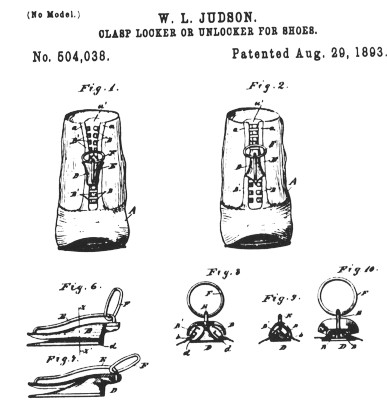
"Clasp locker" (Cierre de corchetes). Patente original de Judson (1893)

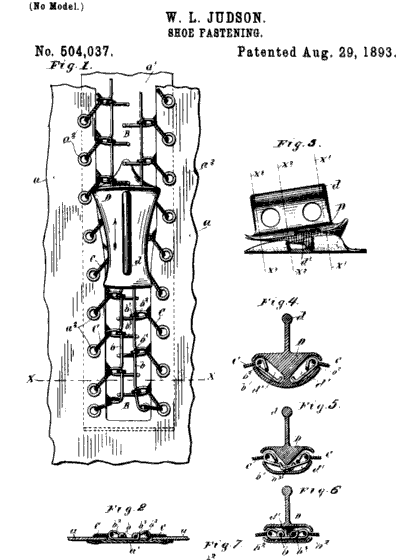
Dispositivo de Judson con cierre mejorado (1893)

Whitcomb L. Judson (7 de marzo de 1846 - 7 de diciembre de 1909) fue un vendedor de máquinas estadounidense, ingeniero mecánico e inventor. En la década de 1890 ideó la cremallera moderna para su uso en la indumentaria.

## Primeros años
Judson nació en Chicago. Según el censo de 1860, vivió en Illinois y sirvió en el ejército de la Unión. Se alistó en 1861 en Oneida (Illinois) en el Cuadragésimo Segundo Regimiento de Caballería de Illinois. Asistió al Knox College en su ciudad natal, Galesburg (Illinois). En 1886 residió en Mineápolis, figurando en un directorio de la ciudad como viajante: un vendedor que probablemente trabajaba para Pitts Agricultural Works. Un par de años después, Judson comenzó a trabajar para la Earle Manufacturing Company con Harry L. Earle como jefe de la firma, siendo representante de sus artículos (como cizallas y balanzas).

### Ferrocarril urbano
Judson comenzó su actividad como inventor alrededor de 1888. Se concentró en un "ferrocarril urbano neumático", y su primera patente fue un "movimiento mecánico" relacionado con este ferrocarril. En 1889 obtuvo otras seis patentes relacionadas con un ferrocarril urbano que funcionaba con aire comprimido. El concepto era similar al sistema de tren impulsado por cables, pero con pistones situados debajo de la vía. Sistemas similares fueron probados en el siglo XIX, pero todos fracasaron debido a problemas de sellado. Otros inventos similares de Judson tampoco fueron prácticos y, en general, no tuvieron mucho éxito. El ferrocarril urbano finalmente fue eléctrico. Resultó, sin embargo, que Earle, el industrial para el que trabajaba Judson, fue promotor del Judson Pneumatic Street Railway. Incluso tenían una línea de demostración en 1890 en Washington D. C. a lo largo aproximadamente de una milla, que estaba en lo que hoy es Georgia Avenue. Funcionó unas pocas semanas antes de ser cerrado debido a problemas técnicos. Una empresa de tranvías de cable lo compró y lo convirtió en un tranvía eléctrico, debido a que el sistema de Judson no era práctico.

### Cremallera
Judson obtuvo un total de 30 patentes durante una carrera de dieciséis años. Recibió 14 patentes sobre ideas de ferrocarriles urbanos antes de su invento más notable, un cierre de cadena, precursor inmediato de la cremallera moderna, que desarrolló e inventó en 1890. También inventó una máquina de producción automatizada de corchetes, lo que le permitió abaratar su dispositivo de sujeción. Sin embargo, tuvo que superar muchos problemas técnicos para fabricar sus "cierres de corchetes".
El dispositivo de cierre de metal de Judson se llamó en su día "cierre de corchetes". El nombre de "cremallera" ("zipper" en inglés) surgió muchos años después de su muerte. El "cierre de corchetes" era un complicado sistema de ganchos y ojales, dispuestos sobre una "guía" para cerrar y abrir una prenda de vestir. La primera aplicación fue como cierre de zapatos y en las patentes se mencionan posibles aplicaciones para corsés, guantes, carteras y "generalmente, donde se desee conectar de manera separable un par de partes flexibles adyacentes". También se dice que una de las razones por las que inventó este dispositivo fue para aliviar el tedio de abrochar las botas con botones que estaban de moda en esos días.
La primera patente de cierre de cremallera de Judson se solicitó en noviembre de 1891. En ese momento, la Oficina de Patentes y Marcas de Estados Unidos no requería un modelo de patente en funcionamiento, únicamente se pedía que la invención fuese una idea novedosa. Sin embargo, su invento fue casi rechazado por el examinador asistente de patentes Thomas Hart Anderson, porque había varios tipos de cierres de zapatos ya patentados. Solicitó una segunda patente en una versión mejorada para el mismo artículo unos nueve meses después, incluso antes de que la primera fuera aprobada.
El examinador de patentes estaba empezando a preguntarse si Judson no estaría viajando para determinar si su idea era realmente novedosa. Sin embargo, finalmente, después de que se archivara la última enmienda, la patente se aprobó en mayo de 1893, junto con una versión mejorada. Cuando las dos patentes finalmente se emitieron el 29 de agosto (junto con otras 378 ese día), recibieron los números U.S.P. 504,038 (primera) y U.S.P. 504,037 (segunda). Estas patentes describen varios diseños del "cierre de corchetes", y para diseños posteriores del cierre describen elementos opuestos en cada lado que son idénticos entre sí y que encajan entre ellos mediante el acoplamiento de "pivotes" y "casquillos". En su patente U.S.P. 557,207 de 1896 se incluye una descripción muy parecida a la de la cremallera de moderna:

... cada eslabón de cada cadena está provisto de una pieza de acoplamiento macho y hembra, y cuando las cadenas están acopladas entre sí, la parte hembra de cada eslabón de una cadena se acopla con la parte macho de un eslabón de la otra cadena.

En 1893, Judson exhibió su nuevo invento en la Exposición Mundial Colombina de Chicago, y lanzó la Universal Fastener Company para fabricar su nuevo invento, junto con Harry L. Earle y Lewis Walker. La compañía comenzó en Chicago y luego se trasladó a Elyria (Ohio). Más adelante se mudó a Catasauqua y después a Hoboken (Nueva Jersey). El nombre cambió finalmente a Automatic Hook and Eye Company.
El "cierre de corchetes" de Judson tuvo poco éxito comercial al principio, y nunca gozó de gran aceptación como artículo textil durante la vida de su inventor. En 1905 ideó un nuevo cierre denominado "C-curity", que era una versión mejorada de sus patentes anteriores. Solía romperse inesperadamente como sus predecesores, y los fabricantes de ropa mostraron poco interés en este cierre tal vez por esta razón.
La versión mejorada de 1896 vino con: 

un control deslizante que actúa como una leva similar al bloqueo y desbloqueo mostrado en mis patentes anteriores, pero que en esta combinación funciona con una acción algo diferente que implica un movimiento automático del deslizador hacia atrás en la acción de desacoplamiento de las cadenas, y en el que el control deslizante está en este caso diseñado para permanecer permanentemente en el zapato.

Judson hizo su invención para evitar que la gente se molestase en abotonarse y desabrocharse los zapatos todos los días, como lo demuestra su redacción en la solicitud de patente. Describe este argumento en su patente U.S.P. 557,207:

De las afirmaciones anteriores, debe ser obvio que un zapato equipado con mi dispositivo tiene todas las ventajas peculiares de unos cordones, mientras que al mismo tiempo está libre de las molestias hasta ahora incidentales de los zapatos debidas a los cordones o enganches cada vez que los zapatos tienen que ponerse o quitarse de los pies, o debido a que los cordones se desataron. Con mi dispositivo, los cierres se pueden ajustar una sola vez para compensar la holgura de los zapatos, pudiéndose abrochar o aflojar más rápido que con cualquier otra forma de cierre hasta ahora ideada, hasta donde yo sé.

En 1913, la cremallera fue mejorada por el ingeniero sueco-estadounidense, Gideon Sundbäck, y también por Catharina Kuhn-Moos en Europa. Sundback rediseñó con éxito el cierre de Judson en una forma más suave y fiable, llamada "Talon". La Automatic Hook and Eye Company cambió posteriormente su nombre a Hookless Fastener Company, que en 1937 se convirtió en Talon, Inc.
En 1918, una compañía textil fabricó trajes de aviador para la Marina de los Estados Unidos con este cierre. La compañía de Judson recibió un pedido de miles de sus cierres de corchetes. Poco después aparecieron en guantes y bolsas de tabaco. La compañía Goodrich Corporation en 1923 instaló estos cierres en sus zuecos de goma, llamando al nuevo diseño "cremallera" ("zipper"), denominación que pasaría a ser el nombre del artículo. El diseño actual de la cremallera es muy parecido al desarrollado por Sundbacäk a partir del "cierre de corchetes" de Judson.